# Стрілочний перевід

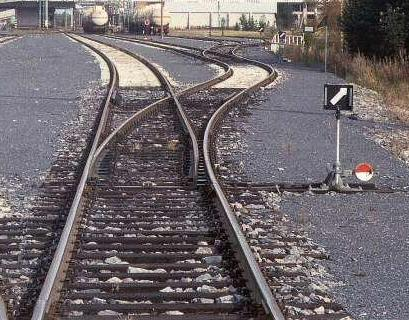
Стрілочний перевід.

Операція переведення стрілок. На цій анімації, червоним позначено колія по якому колісна пара пройде у даний момент. Механізм переведення, що показано чорним може керуватись як дистанційно за допомогою електромотора, так і вручну.

Стрі́лочний перевід — пристрій, що служить для переведення рухомого складу з однієї колії на іншу. Стрілочні переводи складаються із стрілок, хрестовин і сполучних колій між ними. Хрестовини можуть бути з нерухомим або рухомим осердям.
Переводи розподіляються таким чином:
- за наявністю рухомих пір'їн (вістряків) — на перевідні й глухі;
- за виглядом осьових схем — на односторонні (праві, ліві) і симетричні;
- за типом перевідного механізму — на ручні, пружинні і керовані приводом.

## Стрілка
Стрілка — частина стрілочного переводу, що складається з рамних рейок, вістряків і перевідного механізму. У разі наявності хрестовин з рухомим осердям у поняття стрілки входить і хрестовина.
Охоронна стрілка — стрілка, що встановлена під час завдання маршруту приймання або відправлення поїзда в таке положення, що не дасть змоги іншому рухомому складу виїхати на цей маршрут.